# Crown Office and Procurator Fiscal Service
El Crown Office and Procurator Fiscal Service (en gaélico escocés: Oifis a' Chrùin agus Seirbheis Neach-casaid a' Chrùin, tdl. ‘Servicio de la Fiscalía y del Procurador General de la Corona’) es el servicio de procesamiento público independiente de Escocia y es un departamento ministerial del Gobierno escocés. El departamento está dirigido por el Lord Advocate (Lord Abogado/a) de Su Majestad, quien según el sistema legal escocés es responsable del procesamiento, junto con los procuradores fiscales de los tribunales de sheriff. En Escocia, prácticamente la totalidad del procesamiento de delitos penales lo lleva a cabo la Corona. Los procesos privados son extremadamente raros. 
La jurisdicción del servicio cubre toda Escocia e incluye la investigación y el enjuiciamiento de delitos penales, muertes repentinas o sospechosas y conducta delictiva por parte de la policía. Incluye también la valoración y posesión de bona vacantia y tesoros ocultos. El Lord Advocate cuenta con la asistencia del Procurador General de Escocia, ambos funcionarios judiciales. La gestión diaria del Servicio está a cargo del Agente de la Corona y Director Ejecutivo y una junta ejecutiva que tiene su base en la sede del servicio en la Oficina de la Corona en Chambers Street, Edimburgo. El Servicio emplea tanto a funcionarios públicos que desempeñan funciones administrativas y de otro tipo como a solicitors y defensores que representan a la Corona ante los tribunales. 

## Historia
La historia del Lord Advocate y del departamento resultante de la Oficina de la Corona es un tanto oscura. Hay referencias registradas a un procurador fiscal del rey en 1434 y 1457, y a un abogado de la reina en 1462. El cargo de abogado del rey data de 1478, pero entre 1478 y 1494 hay referencias a «abogados» (sin nombre) y sólo a partir de 1494 se puede estar seguro de que había un único abogado del rey como representante normal del rey en los juicios por traición y en los litigios civiles. El cargo se remonta a la época medieval, siendo el primer Lord Advocate John Ross de Montgrenan, a quien el rey nombró como su comisionado en una audiencia en Stirling en 1476, y luego como procurador para otro caso en Edimburgo al año siguiente.
La historia del procurador fiscal es igualmente difícil de relatar con exactitud, aunque su función ha evolucionado significativamente con el tiempo. La primera referencia documental aparece en los Registros del Parlamento de Escocia del 22 de agosto de 1584, nombrando a varios procuradores fiscales en Edimburgo. El fiscal era un funcionario designado por el sheriff y responsable ante él, quien en el siglo XVIII era responsable de la mayoría de los procesos judiciales en áreas locales. En el siglo XIX se nombraron por primera vez abogados adjuntos para que lo ayudaran a conducir casos en el Tribunal Superior de Justicia y se estableció por primera vez la Oficina de la Corona. Este se convirtió en el centro del sistema de procesamiento, y era ahora el Lord Advocate a quien los procuradores fiscales eran responsables, como lo evidencia el «Libro de Reglamentos» emitido por él a los procuradores fiscales proporcionando instrucciones sobre cómo llevar a cabo sus negocios. El Libro de Reglamentos todavía se utiliza hoy en día para proporcionar el marco para el procesamiento local en Escocia.

## Fiscales

### Lord Advocatey Procurador General de Escocia
Además de la responsabilidad de gestión departamental, el Lord Advocate es directamente responsable de procesar los delitos más graves, en primera instancia ante el Tribunal Superior de Justicia y en el Tribunal de Apelaciones Penales. A menos que los casos sean de especial importancia, como el juicio de Lockerbie celebrado en Camp Zeist en los Países Bajos, los procesos normalmente (aunque no siempre) están dirigidos por abogados adjuntos, conocidos colectivamente como abogados de la Corona y son miembros experimentados de la Facultad de Abogados normalmente designados por un período limitado de tres años. La decisión de procesar de esta manera se toma a la luz de las recomendaciones del Procurador Fiscal y de un informe preparado por la policía, y dichos informes están sujetos a la dirección del Lord Advocate. El Parlamento Escocés no puede quitarle esta función de fiscal.
El Lord Advocate es el de mayor rango de los dos funcionarios jurídicos escoceses y es el principal asesor jurídico del Gobierno escocés, además de representar a sus ministros en procedimientos civiles. También es responsable, según la Ley de Escocia de 1998, de garantizar que cada ley del Parlamento escocés sea competencia de ese Parlamento. Además, el Lord Advocate, junto con el Procurador General de Escocia, tienen derecho ex officio a participar (pero no a votar) en los procedimientos del Parlamento escocés en la medida en que lo permitan los reglamentos vigentes. El Procurador General puede actuar como suplente del Lord Advocate.
El Lord Advocate y el Procurador General son uno de los grandes funcionarios del Estado en Escocia, y el Lord Advocate es uno de los ministros escoceses, aunque desde el 23 de mayo de 2007 el Lord Advocate no ha asistido al gabinete del Gobierno escocés. El cargo de Lord Advocate ha sido objeto de controversia, sobre todo provocada por los jueces del Tribunal Superior de Escocia, que quieren que el papel ministerial y el fiscal se separen.

### Agente de la Corona, recordador del rey y del lord tesorero y jefe ejecutivo
El Agente de la Corona es el principal asesor jurídico del Lord Advocate en cuestiones de enjuiciamiento, además de actuar como Jefe Ejecutivo del departamento. El Agente de la Corona actúa como asesor legal principal del Lord Advocate en todos los procedimientos legales en los que el Lord Advocate aparece como representante de su propio departamento, y emite instrucciones generales desde y en nombre del Lord Advocate para la orientación de los abogados de la Corona, los procuradores fiscales, los secretarios del sheriff y otros funcionarios públicos. El Agente de la Corona también transmite instrucciones del abogado de la Corona a los procuradores fiscales sobre los procesos y, sujeto a la dirección del Secretario Principal de Justicia, organiza las sesiones del Tribunal Superior de Justicia. En los juicios en el Tribunal Superior de Edimburgo, el Agente de la Corona asiste como abogado instructor. El Agente de la Corona es el responsable último de los delitos graves cometidos y de la reincidencia, así como de garantizar que se investiguen todas las muertes denunciadas al servicio fiscal del procurador, al tiempo que proporciona servicios de apoyo e información a las víctimas y los testigos.
El Agente de la Corona también desempeña el cargo de Recordador del Rey y del Lord Tesorero (RRLT), y toda la propiedad que recae en la Corona como resultado de bona vacantia en Escocia es su responsabilidad, al igual que los tesoros ocultos. El puesto de RRLT fue creado en 1837 mediante la fusión de dos puestos existentes creados en 1707: el Recordador del Rey/Reina y el Recordador del Lord Tesorero, y ha sido ocupado desde 1981 por el titular del cargo de Agente de la Corona.

### Abogados delegados
En el Tribunal Superior de Justicia, los procesos son interpuestos por el Lord Advocate, quien está representado ante el tribunal por un abogado delegado. Los abogados delegados son procuradores-abogados a quienes el Tribunal Superior les ha otorgado derechos de audiencia o abogados.

### Procuradores fiscales

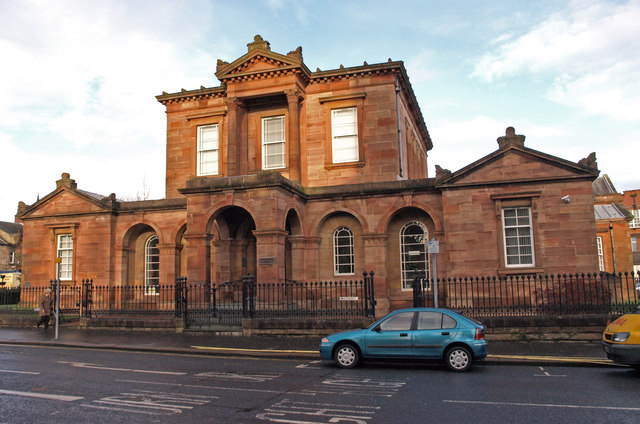
Oficina del Procurador Fiscal en Kilmarnock.

En la mayoría de los casos de delitos en Escocia, un procurador fiscal o un delegado fiscal presenta el caso de la acusación en el Tribunal del Sheriff y en los juzgados de paz, y el caso de la defensa lo presenta el propio abogado del acusado o uno de la Oficina de Abogados de Defensa Pública, una parte de la Junta de Asistencia Legal Escocesa.
Los fiscales realizan investigaciones preliminares en casos penales, toman declaraciones escritas de testigos (conocidas como precognición) y son responsables de la investigación y el procesamiento de los delitos. Esto incluye el poder de dirigir a la policía en su investigación, pero, excepto en el caso de delitos graves como el asesinato, la policía normalmente completa sus investigaciones antes de involucrar al fiscal. En los casos más graves, una vez que alguien ha sido acusado de un delito y puesto bajo custodia, la Corona debe llevar el caso a la corte dentro de 110 días o el acusado será admitido a libertad bajo fianza. En los casos graves (conocidos como procedimiento solemne con jurado en contraposición al proceso sumario sin él) en los que se admite al acusado en libertad bajo fianza, el juicio debe comenzar dentro de los 12 meses a partir de la fecha de la primera comparecencia ante el tribunal.
Los procuradores fiscales trabajan en el distrito del sheriff local y la mayoría de las oficinas fiscales en Escocia están dentro o cerca del Tribunal del Sheriff. El procurador fiscal también es responsable de la investigación de todas las muertes repentinas, sospechosas e inexplicables en Escocia. Esto incluye la decisión de convocar una investigación sobre un accidente mortal. El procurador fiscal también es responsable de la investigación independiente de las denuncias policiales penales presentadas en ese distrito (las denuncias administrativas son manejadas por el Comisionado de Investigaciones y Revisión de la Policía (PIRC)).

## Persecución de delitos
La ley en Escocia no dice que un delito debe ser procesado y los procuradores fiscales tienen considerable discreción sobre qué acción tomar. Si deciden procesar un caso, pueden elegir el nivel en el que procesar (ya sea mediante procedimiento solemne o sumario) sin que el acusado tenga derecho a elegir un juicio por jurado o que la víctima decida si presenta cargos o no, ya que la decisión de juzgar o no y por qué método pertenece al fiscal como «maestro de la instancia». Sin embargo, hasta 1987, su discreción sólo se extendía al grado en que debían procesar, si es que debían hacerlo; no había alternativas al procesamiento. La Ley de Justicia Penal (Escocia) de 1987 dio a los fiscales el poder de ofrecer sanciones fijas en lugar de un procesamiento (una multa fiscal), en ese momento limitada a un máximo de £25 y posteriormente aumentada a £300.
Desde entonces, estas opciones se han ampliado para incluir advertencias, multas fiscales, órdenes de compensación, órdenes de trabajo, sanciones fijas de tráfico o derivación del procesamiento a trabajo social, asesoramiento psicológico o tratamiento psiquiátrico.

## Funciones de COPFS
El COPFS está organizado en funciones, a saber: Tribunal Local, Tribunal Superior, Casos Especializados y Apoyo Operativo, cada una de las cuales está dirigida por un Agente Adjunto de la Corona. Dentro de la función del Tribunal Local hay seis Procuradores Fiscales de distritos del sheriff que son responsables de la consideración y procesamiento de casos penales dentro de los tribunales del sheriff y del juez de paz. Dentro del Tribunal Local también hay una Unidad Nacional de Procesamiento de Casos Iniciales que se especializa en la toma de decisiones sobre casos de nivel sumario informados al COPFS por la Policía de Escocia y otras agencias de informes especializados.

## Servicio de información y asesoramiento a las víctimas
El Servicio de Información y Asesoramiento a las Víctimas (VIA por sus siglas en inglés) es un servicio especializado y dedicado de información y asesoramiento a las víctimas dentro de la Fiscalía y el Servicio del Procurador Fiscal. VIA fue creada para brindar información a las víctimas, familiares en duelo y mantenerlos informados sobre el progreso de un caso. También tiene el deber de asesorar y facilitar la derivación a otros organismos para obtener apoyo y asesoramiento especializado según sea necesario. VIA trabaja en estrecha colaboración con otras agencias legales, como la Policía y los Tribunales, y con organizaciones voluntarias, como Court Witness Service, Women's Aid y Victim Support, y es un servicio único en el sistema de justicia penal escocés.